# مؤید فی‌الدین شیرازی
هبةالله بن حسین شیرازی با کنیهٔ ابونصر، شهرت‌یافته با لقبِ مؤید فی‌الدین (۱۰۰۰–۱۰۷۷) عالِم فاطمی ایرانی در سدهٔ پنجم هجری بود که دیدگاه‌ها و جَدَل‌های فاطمیان را به شعر عربی درآورد و در سه کتاب جای داد.

## زندگانی
موید فی الدین شیرازی، یکی از برجسته‌ترین شخصیت‌های دعوت دینی و سیاسی اسماعیلی در دوره فاطمیان بوده است. در اوج قدرت فاطمیان در طی قرن پنجم/ یازدهم بیشتر عمر خود را در خدمت خلیفه و امام اسماعیلی مستنصر بالله به عنوان داعی در منصب‌های مختلف اداری، سیاسی، نظامی و دینی گذرانید و سرانجام به بالاترین مقام در دعوت اسماعیلی یعنی مرتبه داعی الدعاتی رسید.

## تالیفات
از میان نوشته‌های موید، سیره او به ویژه دارای اهمیتی تاریخی است.